# 安井正規
安井 正規（やすい まさのり、1978年7月4日 - ）は、日本の電子オルガン奏者および作曲家・編曲家。
愛知県名古屋市に出生、名古屋市育ち。国立音楽大学卒業。日本電子オルガン研究会会長。日本電子キーボード音楽学会会員。安井正規音楽事務所（名古屋商工会議所加盟）代表。安井正規キーボード・電子オルガン・ピアノ・DTM教室主宰。
大多数の電子オルガンプレーヤーが大手楽器メーカーに所属あるいは支援を受けて活動する者が多い中で、フリープレーヤーとして様々な分野で独自の活動を展開し、異彩を放つ希有な存在として知られる。確かなテクニックと聴衆の心に染み渡る情感溢れる豊かな音楽性、研ぎ澄まされた感性を併せ持つ新時代のアーティストとして高い評価を得ている。
近年では、従来の音楽家のイメージを払拭した多種多彩な活動とキャリアが評価され、これまでの実績から得た様々なノウハウを生かし音楽監督、プロデューサー、ディレクター、スーパーバイザー、エグゼクティブアドバイザーとしても活動の場を拡げている。
　また、音楽プロデューサーなごやっ子Pとして、作詞・作曲・プロデュースも手がけ、アイドルプロジェクトのプロデュースやアドバイス、ボーカロイド（音声合成ソフト）作品（オリジナル＆カバー&歌ってみた&踊ってみた）の動画投稿、コンサートでMMDなどの動画と自身のライブ演奏をシンクロさせる演出なども行っている。
そして日本の教育の情報化政策の流れを汲み、「電子楽器から始める音楽教育のICT」をキャッチフレーズに、音楽教育と電子楽器の各分野が相互連携し両分野の更なる発展に繋がる支援・普及活動も展開している。活動目標は、「人や社会に役立つ音楽作り」。

## 主なプロフィール
9歳より電子オルガン、12歳よりピアノを学ぶ。国立音楽大学卒業。
小学校及び中学・高等学校（音楽）各種学校教員免許状を取得。カシオミュージックサークル認定講師資格、ヤマハ演奏グレード3級（エレクトーン）の他、ヤマハ指導グレード、カワイライセンスグレードなども取得している。1種煙火消費保安手帳取得。
国立音楽大学卒業演奏会並びに同調会新人演奏会（愛知支部・岐阜支部）に出演し、交響曲第6番《悲愴》第１楽章（チャイコフスキー作曲）などを演奏。
エレクトーン・フェスティバル中部大会中学生部門（現・ジュニアエレクトーンコンクール）にオリジナル曲「大自然〜地球の為に〜」でエントリーし、会場人気投票No.1プレイヤーに贈られるベスト人気賞を受賞。以降、ヤマハ・インターナショナルエレクトーン・コンクール（国際大会）出場（現：ヤマハエレクトーンコンクール・ファイナル）、ビクターテクニクスミュージックフェスティバル（現：ローランド・オルガンミュージックフェスティバル）全日本大会シニア部門最優秀賞受賞、カワイ・ドリマトーンコンクール中部本選会シニア部門優秀賞、高校生国際芸術コンクール電子オルガン部門入選などをはじめ、その他数多くのコンクールに出場し、入賞多数。アメリカで開催されるマーチングバンド国際大会ウインターガードチャンピオンシップス・ワールドクラスにおいて日本代表チームのゲスト音楽家として参加し、総合第3位銅メダル受賞。
名古屋しらかわホール、岐阜長良川国際会議場ホールで開催されたTV番組「オリジナル・コンサート〜私たちの創った音楽〜」（テレビ朝日）に出演。
全国スポーツレクレーション祭、国民文化祭、世界キルトカーニバル、世界バトントワリング選手権大阪世界大会、ワイズメンズクラブ西日本区大会など多数のイベントの開会式等にて式典音楽をプロデュースし作編曲・電子オルガン演奏。マーチングバンド・バトントワリング東海大会・岐阜県大会、名古屋まつり協賛事業「ナゴヤマーチング&バトンウェーヴ」、全国高等学校総合文化祭等にて電子オルガン特別ゲスト演奏および音楽製作を担当。
AXIAミュージックオーディション応募をきっかけに大学在学中より民放各局やNHKの全国ネットTV番組をはじめ首都圏ローカルTV番組を含め多数のTV番組のBGM曲をコンスタントに作曲。 最近では「着うた」等の携帯電話配信用着信メロディーの作曲も担当。
YMCA名古屋100周年記念DVDのテーマ曲「旅立ち」をはじめ全音楽を作曲。
ヤマハ音楽振興会主催音楽能力検定エレクトーン演奏グレード10級Aコース課題曲「パリの街角で」作曲をはじめ、日本スポーツバトン協会主催全日本バトントワリング選手権大会、WBTF主催世界バトントワリング選手権大会、バトントワリングインターナショナルカップ、愛知県マーチングバンド・バトントワーリング協会名古屋支部主催インディビジュアルコンテストカラーガード部門（フラッグ）の各種規定課題曲の作曲および編曲、リミックス、プロデュースを手がける。
テレビ愛知主催「ニューアーティストクラシックステージ」に出演し「新世紀のコンチェルト」と題しピアノ協奏曲第2番全楽章（ラフマニノフ作曲）を中心に各自のソロ曲も加えたプログラムでピアノと電子オルガンのデュオリサイタルを行う（名古屋電気文化会館ザ・コンサートホール）。
アンデルセン生誕200年記念事業ミュージカル「H・C・A」（名古屋市青少年文化センターアートピアホール）の音楽制作・電子オルガン演奏を担当。
また、区制及び学区周年行事、青少年育成大会、市民特別講演会、市民公開講座や成人式、敬老会、民生委員・児童委員大会、小中学校連合音楽会でのアトラクション、ゲスト出演、公・私立の幼稚園、保育園、小中養護学校の創立記念行事、芸術鑑賞会、文化祭や校内合唱コンクール、進路特別講演会、卒業生を送る会（予餞会）＆卒業式、高等学校部活動定期演奏会、家庭教育セミナー、大学特別講義また生涯学習センター、学校教員向け研修会、公民館、各種公官庁や自治体主催の催事、竣工イベント、イルミネーション点灯式、各種除幕式、プラネタリウム、各種仏閣、神社や教会、国定公園、古墳など国史跡、大型ショッピングモールにおけるインストアライブ等において電子オルガンコンサート、演奏を依頼されるなど、生涯学習時代に対応した社会貢献活動も精力的に行っている。
電子オルガン奏者、作・編曲家として各地で高く評価され、コンサート活動の他にも、ロータリークラブ、ライオンズクラブ、ワイズメンズクラブ等の国際親善団体の関連イベントやディナーショーやパーティー、レセプション、ファッションショー、ウェディングフェア、各種コンクールやフェスティバル、発表会、創立記念セレモニーにおいてゲスト演奏・音楽制作、電子オルガンによる合唱・声楽・コンチェルト伴奏、詩吟、書道パフォーマンスとのコラボ、ミュージカル、オペラ、演劇等の舞台音楽・クラシックバレエ、日舞、ダンス、バトントワリング、チアリーディング、よさこいソーラン、リトミック、カラーガード、ご当地アイドル、体操等の舞踊音楽や様々な身体表現音楽の作曲・編曲、CDリリース等、演奏・音楽制作・音楽プロデュース等、多方面で活躍の場を広げている。
デジタル放送開始特別記念番組（日本テレビ、フジテレビ、TBS、テレビ朝日等各社で同時放送）ではメイン・タイトル曲作曲。
名古屋市青少年文化センターアートピアホールにて開催された「名古屋で初めての電子オルガン演奏による第九演奏会」（主催：なかがわ第九合唱団）をはじめ、各地の第九演奏会の電子オルガンを担当している。
東京エレクトーンシティ渋谷メインスタジオで行われた日本電子音楽協会主催第11回演奏会・全日本電子楽器教育研究会第39回ワークショップにて電子オルガン・コンピューター・映像の為の「ケルヒ」（水野みか子作曲）を初演。名古屋大学独立法人化に伴い名古屋大学豊田講堂で行われたメディアアートの展覧会「メディアセレクト2004年」で同曲を再演。
名古屋市文化小劇場で行われた名古屋市音楽教育研究会・名古屋市音楽研究会の総会では、講師として招聘され、演題「音楽が育む豊かな心〜学校教育における即興表現の可能性〜」をテーマに講演およびレクチャーコンサートを開催。
トヨタ産業技術記念館（トヨタグループ共同出資博物館）自動車館にて定期開催される「テクノライブショー」の音楽を作曲。
2005年開催の愛知万博では、ささしまサテライト会場で行われた「なごや農業フェスタ」で安井正規 電子オルガン・スペシャルコンサート in EXPO2005「Upo the earth」や長久手会場あいちおまつり広場にて大和スペシャルコンサートin EXPO2005「未来への贈り物〜そして世界とともに未来へ〜」を開催するなど多数のイヴェントで演奏・音楽制作を担当した。
2006年電子楽器の魅力を専門家や愛好家だけでなく広く一般の聴衆に向け伝えることを目的に名古屋市中川文化小劇場芸術公演として「電子楽器スーパーリサイタル2006〜＊3台のオンドマルトノと電子オルガンによる〜」を開催。レーザー照明やVJなどの演出も採り入れ、現代曲やクラシック作品のアレンジ、安井正規のオリジナル作品など多彩なプログラムでリサイタルを構成し、テルミンと並び電子楽器の元祖として分類され、現在では入手が困難で世界に数台しかないとされる貴重な電子楽器オンド・マルトノの日本屈指3人のオンド・マルトノ奏者との共演による他に類を見ない芸術公演として注目を集めた（厳密には、3台中1台はオンデアである）。
2008年名古屋市中川区役所からの推薦で名古屋市中川文化小劇場にて開催された「まちの音楽家シリーズ中川区編」に出演し、「安井正規電子オルガンリサイタル」を開催（名古屋市文化事業団主催）。
日本ガイシホールアリーナ特設ステージにて開催された名古屋市南区民まつり開会式オープニングや区制100周年記念イベント「みなみミュージックフェスティバル」など名古屋市南区制100周年イベントにてコンサートを開催（名古屋市南区役所主催）。
2009年10月熱田神宮創祀1900年記念造営竣功本殿遷座祭奉祝行事において熱田神宮より依頼を受け「電子オルガンリサイタル」を開催、奉祝曲「森羅万象」を作曲し奉納演奏。熱田神宮宮庁より感謝状が贈呈されている（この他にも熱田神宮にて開催される熱田神宮緑陰教室、神社総代会、東西神社人親善野球大会懇親会等でも電子オルガンコンサートを実施）。
2011年各地で開催された東日本大震災復興関連イベントに多数出演。
2013年4月国史跡昼飯大塚古墳歴史公園完成記念式典（岐阜県大垣市主催）の儀礼再現アトラクションとして上演された音楽古代劇「青野ヶ原に起つ」の作曲・電子オルガン演奏・音楽監督を担当した。12月 3部構成で小牧市民会館ホールにて開催された織田信長公 小牧山城築城450年記念市民劇「小牧山城夢語 -信長より刻を越え-戦国音楽絵巻」の作編曲＊・音楽監督・エグゼクティブアドバイザー・電子オルガン演奏を担当した。＊オーケストラ編曲に関しては簡易スコアと楽器のプリプロ音源を安井正規が製作し、それを基にオーケストラ編曲各担当者（小塚憲二、稲垣宏樹）がオーケストレーションするという工程で行われた。
2015年8月 SMBCパーク栄主催による＜夏休み特別企画＞安井正規電子オルガンスペシャルコンサートを開催。同会場シリーズコンサートとしては、初の電子楽器及び電子オルガンのソロコンサートであったが、大型プラズマTVモニター2台を設置し、映像演出も採り入れたコンサートで好評を博した。
2016年7月　平成28年度　愛知県音楽教育研究会（音楽が専門の愛知県内公立学校校長、教員で構成される教育研究会）例会にて講師として招かれ、テーマを「テクノロジーと音楽教育」として講演・演奏を行う。
2017年6月　ポータブル電子キーボード指導者資格であるカシオ・ミュージックサークル認定講師資格を取得をキッカケに電子楽器や音楽の普及活動の一環として、音楽教室やカルチャーセンター、生涯学習センターでの指導や「安井正規キーボード・電子オルガン・ピアノ・DTM教室」を主宰するなど、音楽指導にも力を傾けるようになる。当初は、ピアノレッスンまで手を広げるつもりは無かったが音楽教室からの要望があり、その要望に対応する形でピアノ指導も開始した。和声法やコードシステム、音楽理論、作編曲、楽器法などを学び、電子オルガンで多彩なジャンルを演奏してきて得た知識や幅広い音楽性は、ピアノ・キーボード・DTMレッスンでもいかんなく発揮されており、好評を博している。10月、愛知県春日井市音楽研究会第３回音楽研究会にて講師として招かれ、体験ワークショップ&講演会「電子楽器から始めるICT音楽教育〜電子キーボードのススメ〜」を開催。  
2018年12月 「KITA JAZZ」の一環として北生涯学習センターにて開催された市民公開講座レクチャーコンサート「ジャズのリズムに合わせて、楽しいひと時を過ごしませんか？」を開催。（主催：NESPA・北生涯学習センター）よく知られているジャズのスタンダードナンバーを中心にプログラムを構成し、解説やレクチャーを交えた演奏は、好評を博した。
2019年8月  ご当地アイドル小牧戦国少女隊のデビュー曲として作曲した「乙女笑顔道」（作詞：西本美香）が、こまき令和夏祭り総踊り曲（振付：ラッキィ池田）として採用される。9月、椿大神社境内特設舞台にて開催された第１４回　神の森コンサートに出演（主催：椿大神社）
2023年5月　社会の流れや子ども達の視聴するメディアがインターネットによる動画に移行していることを肌身に感じてアニメーションを含めた動画作りにも注力するようになる。「なごやっ子Pのそこが知りたい！気になるあれこれ⁈」というシリーズ化されたYouTubeコーナーでは、毎回ゲストを招き、対談とコラボという構成で制作されている。同コーナーでは、毎回、個人YouTubeならではの自由な発想で作成構成されており、回によってTV番組や有名ユーチューバー風な演出や編集、食レポ、突撃体験などが加えられることもある。第２回より安井正規が総括する＜まとめ＞という項目が付け加えられ「それでは今回のYouTubeはここまで。皆さまごきげんよう。Bye!」  という決めセリフで回を締め括っている。
2024年  3月こどもコーラスフェスティバル（第36回少年少女合唱祭全国大会）オープニング歓迎演奏と中津川少年少女合唱団・恵那市少年少女合唱団合同合唱団の電子オルガン演奏を担当。
　　　　 5月　伊勢神宮(三重県)奉納舞台で開催されたテノール歌手SEKAI（世歌勳）氏の奉納コンサートで電子オルガン演奏を担当。
　　　　10月  国民文化祭ぎふ「合唱の祭典」で１５０名の合同合唱団によるオープニングウェルカム演奏にてテーマソング「君が明日と呼ぶものを」など計4曲を電子オルガン伴奏を担当。
音楽誌「月刊エレクトーン」「音楽現代」等の特集記事をはじめ、新聞、地域ホームニュース紙、公的広報誌、ケーブルテレビ等の各メディアでもその活動が紹介されている。     

## 主なオリジナル舞台作品
- 創作バレエ「レジェンド・オブ・オウトーノ」
- 創作ミュージカル「東ノ宮幻想」
- 創作ミュージカル「メロディ」
- 創作ミュージカル「ステップ」
- 創作音楽劇「小牧山城夢語-信長より刻を越え-戦国音楽絵巻」

## 多岐にわたる活躍フィールド
プロフィールからも分かるように安井正規の活動は、ソロコンサートやリサイタルをはじめ式典、公的イベント、ミュージカル、バレエ、講演会、音楽制作、公教育分野など非常に多種多彩である。＊電子オルガン・ルネッサンス運動を提唱する彼の活動は、多様化する現代社会のニーズに対応する電子オルガンの楽器として可能性を示唆するものでもある。彼は、実績を積む中で、その経験を異分野の人々と共有する努力もしており、クリエイティヴな人々の想像力を刺激する存在として多くの人が熱い信頼を寄せている。
＊電子オルガン・ルネッサンス運動とは？：安井正規が提唱するこの運動の名称は、電子オルガンのルーツであるパイプオルガンの歴史においてシュバイツアー博士が提唱したオルガン復興に由来しているが、内容は全く異なり電子オルガンという楽器の本質的な価値を様々な活動を通じて社会に認知・普及させていこうという運動である。安井正規は、こうした信念をもとに活動を続けている。

## その音楽と人物
ある音楽関係者は、安井正規が電子オルガンで音楽を奏でる姿そのものが芸術的であるとし「画（え）になる演奏」と評した。また、風景や空間がまるで彼の演奏に共鳴・呼応するかのような錯覚さえ覚えるものもいるという。以上は、少年期から兼ね備えている彼の演奏の特質と言えよう。そうした安井正規の演奏の劇的な一瞬をとらえた写真も様々な人々の手により撮影されている。とある中学校芸術観賞会では、曲間に客席で男子生徒が彼の演奏の素振りを真似していた。「あんな風に演奏してみたい」という素直な気持ちの現れではないだろうか。はじめてその演奏に触れた者の中には、「痺れた」「雷に打たれたようだ。」という感想を持つものも少なくなく多くの人々に電子オルガンという楽器を通してある種のインスピレーションや気付きを与えている。芸術家にありがちな神経質で気難しいイメージはなく、本人は比較的大らかな性格であると自負しているがその華麗な演奏と親しみやすいキャラクターとのギャップを感じるものも多い。演奏される楽曲の多くは、説明の必要がない明快なもので音楽とともに発せられる言葉も簡潔である。これは初期から「真善美とは、明快なり」を信条に持つ一貫した彼のスタイルで老若男女を問わず多くの層の人々を魅了し共感を得ている。美辞麗句で飾り立てなくとも成立する音楽家の一人と言えよう。

## エピソード
篠原保育園在園中、誕生日プレゼントをおもちゃ屋で家族と一緒に探していた際に3つほどレバーがついた小さな卓上キーボードがほしいと懇願したという。また、保育園講堂ステージにある滑車とロープで動く手動式幕にとても強い興味関心を示したという。
名古屋市立篠原小学校6年次、繊維工場を営む父（勝哉）が出張で楽器製造の町としても知られる浜松を訪れた際に駅に多数の楽器が展示されていたことを話し、浜松に行きたいと憧れを抱いたという。父の勧めで、当時の株式会社ヤマハ社長（川上浩）宛にエレクトーン工場見学願いの手紙を送り、ヤマハ豊岡工場を音楽教室（ヨモギヤ楽器太平通りセンター）の先生や友人らとともに訪れている。
名古屋市立篠原小学校卒業式において証書授与の壇上での一言メッセージで「聴いている人が幸せになれるような音楽家になりたい」と語っている。
名古屋市立長良中学校1年在学時、名古屋市公会堂で開催された学校文化祭の有志アトラクションで、1000人を超える聴衆を前に電子オルガンのソロコンサート（約30分）を開催している。これが、きっかけとなり生徒会役員に立候補し当選。2年次、3年次では、生徒会役員として文化祭で有志約100名を募り電子オルガンを活用した合唱、ミュージカルなどを企画立案、実行に携わる。
名古屋市立富田高等学校在学中、その多くは楽器メーカーの傘下のもとで教育と音楽活動が展開されている日本の電子オルガン界の特異性に疑問を持ち、同時期に異なる楽器メーカーが主催する電子オルガンコンクールにそれぞれ出場する。これは、（同一人物が同時期に違うメーカーの電子オルガンを公の場で演奏するという事）参加規程に違反しないものの当時の日本の電子オルガン業界においてタブーとされていたことで業界関係者から彼が「コンクールあらし」「道場破り」と揶揄される時期があった。しかし本人にとっては、前述の自身の疑問へのひとつの回答であり自分の追い求める理想を体現する過程であった。
学生時代には、先達者達より「表現できないジャンルの音楽はない」「新しい世界で活躍すべき」と助言を受けたという。これらの言葉は、後の彼の活動を予言・示唆する言葉となった。
過去に月刊エレクトーン読者アレンジコーナー「えれあれ」にて２度入賞し、景品のポロシャツを貰った経験がある。

## 錦に輝く黄金のスーツ
安井正規は、学校コンサートや祝賀慶事イベントなどで、オールゴールドスパンコールスーツで演奏することがある。このスーツは、地元名古屋のシンボル「金シャチ」をイメージしてデザインされ、仕立てられたオリジナル舞台衣装で、俗称「金シャチスーツ」と呼ばれている。東日本大震災以降、観た人が少しでも明るく前向きな気持ちになってもらいたいという願いと名古屋の歴史や文化に少しでも興味を持ってもらえたらという気持ちが込められている。スーツの縫製に特別な技術が必要なスパンコール生地であえてこだわり作ったのは、金シャチの鱗のイメージをスパンコールに重ねたためである。コンサートで錦に輝く金シャチスーツで彼が登場すると大きなドヨメキが起こり、また、「ありがたや」と手を合わせる者もいたという。開発当初は、両親に猛反対されたが、現在では彼のトレードマークにもなっている。

## 研究活動
国立（くにたち）音楽大学（東京都立川市）で開催された第2回日本電子キーボード音楽学会全国大会にて「電子オルガン音楽の社会認知に必要なこと〜コンサート活動を通しての可能性と課題〜」と題して研究発表を行う。
東京学芸大学（東京都小金井市）で開催された第3回日本電子キーボード音楽学会全国大会にてパネルディスカッション「電子オルガンの社会認知度を高める」のパネリストとして招聘され活動報告及び論述発表を行う。
昭和音楽大学（神奈川県川崎市）で開催された第6回日本電子キーボード音楽学会全国大会にて「電子オルガンの社会的認知 〜その課題と問題点〜」と題して研究発表を行う。
尚美ミュージックカレッジ専門学校（東京都文京区）で開催された第14回日本電子キーボード音楽学会全国大会にて「電子キーボードがつなぐICTと学校音楽 〜その課題と展望〜」と題して研究発表を行う。

## 執筆
学会論文集「電子キーボード音楽研究 vol.5」（日本電子キーボード音楽学会発行）にて実践報告「電子オルガンの社会認知へ向けて〜その課題と問題点〜」を寄稿。その記述の主な内容は、日本において電子オルガンがメーカーごとの登録商標で普及されてきたために電子オルガンによる音楽活動や教育産業の多くが、特定企業の利潤追求に結びついてしまっているという実態に着眼し、それがクローズドシステムを形成し、結果として楽器として普及振興の足枷になっていることをあらゆる具体例から検証している。また、そうした問題の今後の有効な打開策として最新機種が楽器の定義とされてきた電子オルガンをメーカー独自仕様や新機能をオプションとして位置づけた上で、操作性の統一や基本仕様を定義しGM規格、SMF等、既存の電子楽器共通規格に準拠した他社間互換や電子オルガンおよび電子キーボード世界共通規格の整備が提言されている。この他にも今まで非公式で断片的に語られてきたあらゆる諸問題について初めて公式に深く切り込んだ内容となっており同内容のプレゼンテーションとなった昭和音楽大学で開催された第6回電子キーボード音楽学会全国大会研究発表「電子オルガンの社会認知へ向けて〜その課題と問題点〜」とともに専門家から高い評価を受けた。